# Пукотина у леду
Пукотина у леду је предстојећи српски филм по сценарију и режији Маје Милош.

## Радња
Ово је прича о Марији, младој клизачици на леду која с оцем Драганом и маћехом Сузаном живи на ободу Београда.
Нашавши се у финансијском шкрипцу, Марија је приморана да уђе у свет у коме су жене сексуално експлоатисане.
Међутим, љубав младог бизнисмена Луке Ћука даје јој снагу да прихвати саму себе и своју сексуалност.

## Улоге
| Глумац               | Улога                       |
| -------------------- | --------------------------- |
| Јована Стојиљковић   | Марија                      |
| Марко Грабеж         | Лука Ћук                    |
| Анђела Јовановић     | Невена                      |
| Наташа Нинковић      | Сузана                      |
| Бојана Стефановић    | Јелена                      |
| Ана Франић           |                             |
| Ана Сакић            |                             |
| Ивана Панзаловић     | другарица                   |
| Сергеј Трифуновић    |                             |
| Горан Навојец        |                             |
| Барбара Нола         |                             |
| Дејан Аћимовић       |                             |
| Невена Станисављевић | девојка на журци политичара |
| Јадранка Мамић       |                             |
| Мирко Влаховић       |                             |
| Момчило Пићурић      |                             |
| Радомир Николић      |                             |